# Critério da maioria
O critério da maioria é um critério do sistema de votação com um único vencedor, usado para comparar esses sistemas . O critério afirma que "se um candidato é classificado em primeiro lugar por uma maioria dos eleitores (preferido por mais de 50% dos eleitores a qualquer outro candidato), esse candidato deve vencer".   
Alguns métodos que atendem a esse critério incluem qualquer método Condorcet, e votação por pluralidade . 
Os advogados de outros sistemas de votação sustentam que o critério da maioria é, na verdade, uma falha de um sistema de votação, e não uma característica, pois pode levar a uma tirania da maioria em que um candidato polarizador é eleito e amado por pouco mais da metade da população e odiado por todos os outros.      Outros sistemas podem ser melhores para eleger candidatos a consenso com apelo mais amplo, o que alega torná-los melhores representantes da população.   Eles são descritos como " utilitários " ou "buscando consenso", em vez de " majoritários ".    Peter Emerson defende variantes de contagem de Borda, argumentando que o majoritarismo é fundamentalmente falho e leva à amargura, divisão e violência, citando a Irlanda do Norte e a Bósnia como exemplos.   Observe, no entanto, que em um sistema utilitário, quando não existe candidato a consenso, a preferência de uma minoria pode superar a preferência da maioria, por oferecer apenas uma utilidade ligeiramente superior; assim, nem sempre os métodos utilitários aumentam o consenso. 
Observe que o critério da maioria mútua é uma forma generalizada do critério da maioria, que considera quando a maioria prefere vários candidatos acima de todos os outros; os métodos de votação que passam o critério da maioria, mas falham o critério da maioria mútua, podem incentivar todos exceto um dos candidatos preferidos da maioria a sair da eleição, a fim de garantir a vitória de um dos candidatos preferidos pela maioria. O método de votação comum "first-past-the-post" é notável por isso, pois os principais partidos que querem estar preferido pela maioria dos eleitores geralmente tentam impedir que mais de um de seus candidatos concorra, pois isso pode divider os seus votos. 

## Comparação com o critério de Condorcet
Pelo critério da maioria, um candidato X deve ganhar se a maioria dos eleitores responder afirmativamente à pergunta 'Você prefere X a qualquer outro candidato?' . 
O critério Condorcet é mais forte. Segundo ele, um candidato X deve ganhar se, para todos os outros candidatos Y, houver uma pluralidade de eleitores que responderão afirmativamente à pergunta 'Você prefere X a Y?' . 
A satisfação do critério Condorcet implica a do critério da maioria, mas não vice-versa. Com o critério Condorcet, os indivíduos que compreendem a maioria dos eleitores respondendo afirmativamente podem variar de acordo com (quem é) Y, mas o critério da maioria exige uma única maioria que tenha X como sua primeira escolha, preferida a todos os outros candidatos. 
Na afirmação de que o critério Condorcet é mais forte que o critério majoritário, a palavra critério deve ser entendida como um critério que um sistema de votação pode ou não satisfazer, e não como um critério que um candidato deve satisfazer para vencer a eleição. 